# Curimatopsis macrolepis
Curimatopsis macrolepis is een straalvinnige vissensoort uit de familie van de brede zalmen (Curimatidae). De wetenschappelijke naam van de soort is voor het eerst geldig gepubliceerd in 1876 door Franz Steindachner. Hij gaf aan de soort de naam Curimatus macrolepis.
Het zijn ongevaarlijke zoetwatervisjes die voorkomenin het Amazonebekken en dat van de Orinoco. Ze worden tot 6 centimeter lang.